# Miguel Lacanodraco
Miguel Lacanodraco (em grego: Μιχαήλ Λαχανοδράκων; m. 20 de julho de 792) foi um distinto general e fanático apoiante da iconoclastia bizantina sob o imperador Constantino V Coprônimo (r. 741–775). Como resultado de seu zelo iconoclasta, em 766 ele elevou-se a alto ofício como governador do Tema Tracesiano, e instigou uma série de medidas repressivas contra as práticas iconófilas, particularmente visando os mosteiros. Um talentoso general, também liderou uma série de campanhas contra os árabes do Califado Abássida antes de ser demitido do ofício cerca de 782. Readquiriu o favor imperial em 790 e caiu na batalha de Marcela contra os búlgaros em 792.

## Perseguição dos iconódulos

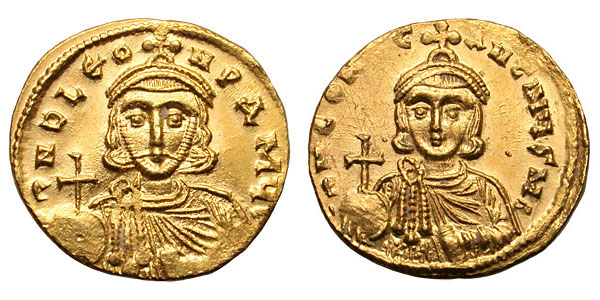
Soldo com efígie do imperador r. e seu filho e sucessor, r.. Leão foi o primeiro a promover a iconoclastia, que tornou-se uma política oficial sob seu sucessor

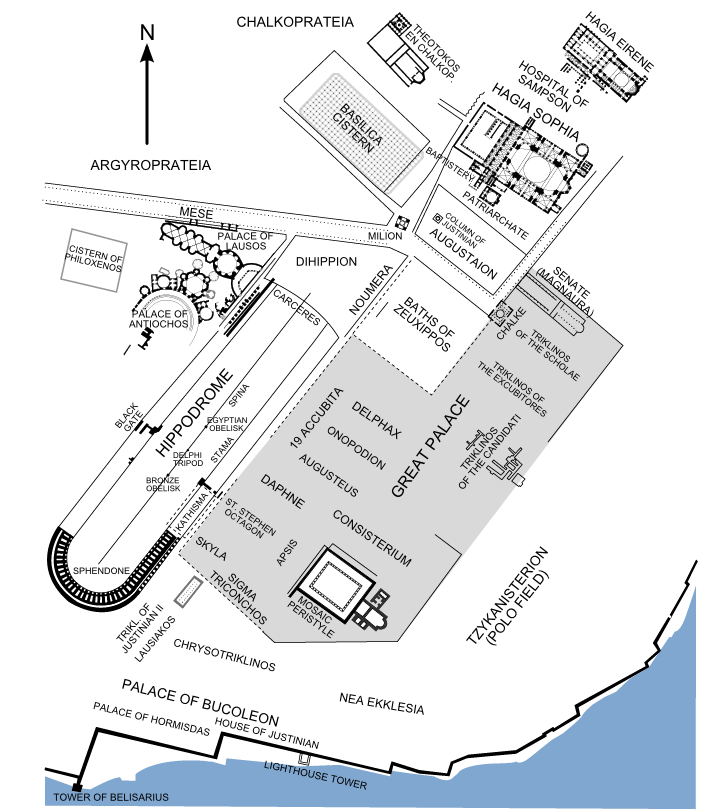
Planta do complexo dos palácios imperiais de Constantinopla

Nada se sabe das origens de Lacanodraco e o início de sua vida. Ele recebeu um tratamento muito negativo nas fontes históricas, que foram escritas após a derrota da iconoclastia; alguns referem-se a ele apenas como "o Dragão" (em grego: ο Δράκων; romaniz.: ho Drakon), aludindo a seu sobrenome e a Besta Bíblica. Suas perspectivas profundamente iconoclastas significam que os relatórios de suas ações, especialmente aqueles relacionados com a supressão do culto aos ícone, são potencialmente não confiáveis.
No Concílio de Hieria em 754, Constantino V declarou a adoração de ícones como uma heresia, e assim elevou a iconoclastia como política imperial oficial. Nenhuma perseguição aos iconódulos ocorreu de início, mas a resistência aumentou, até que de 765 em diante, Constantino começou a persegui-los, e especialmente monges. A descoberta de um amplo complô iconódulo contra, que envolveu alguns dos mais altos oficiais civis e militares do Estado em 766, provocou uma reação extrema. O patriarca Constantino II e outros oficiais foram depostos, presos, publicamente humilhados e finalmente executados, sendo eles substituídos por novos oficiais de cunho iconoclasta. Além disso, a veneração de relíquias sagradas e orações de santos e da Virgem Maria foram condenados.
Por 763 ou 764, de acordo com a hagiografia de Estêvão, o Jovem, Lacanodraco já distinguia a si mesmo por seu fervor iconoclasta. Por ordens do imperador, ele liderou um grupo de soldados em uma invasão do Mosteiro de Peleceta no Helesponto, onde prendeu 38 monges e enviou-os para Constantinopla, e submeteu o restante a várias tonsuras e mutilações. Após incendiar o mosteiro, ele levou os cativos para Éfeso onde foram executados. Em 766/767, como parte da remodelação dos escalões superiores do Império Bizantino, Lacanodraco foi recompensado com o importante posto de estratego (governador) do Tema Tracesiano, bem como os títulos de 'patrício e protoespatário imperial de acordo com seu selo.
Ele logo começou uma dura repressão de mosteiros e iconófilos. De acordo com Teófanes, o Confessor, em 769/770 ele convocou os monges e freiras do tema para Éfeso, reunindo-os no Tzicanistério (uma espécie de estádio destinado à prática de um jogo similar ao pólo) e forçou-os a casar, ameaçando-os de serem cegados e exilados no Chipre se recusassem. Embora muitos resistiram e "tornaram-se mártires" nas palavras de Teófanes, muitos cumpriram. Relatos posteriores de monges exilados no Chipre que tornaram-se cativos dos árabes parecem corroborar particularmente com esta história. Teófanes registra ainda que em 771/772 Lacanodraco dissolveu todos os mosteiros do tema, confiscou e expropriou suas propriedades e enviou os recursos para o imperador, que respondeu com uma carta agradecendo-o por seu zelo. Lacanodraco alegadamente incendiou relíquias, escrituras sagradas e barbas de monges, matou ou tonsurou aqueles que veneravam relíquias, e finalmente proibiu a tonsura. Embora altamente embelezados, estes relatos provavelmente refletem eventos reais. De qualquer forma, por 772, de acordo com o historiador Warren Treadgold, Lacanodraco parece ter conseguido "erradicar o monasticismo dentro de seu tema".

## Atividades militares

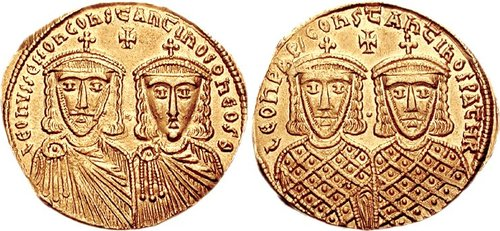
Soldo do imperador r., também descrevendo seu filho e coimperador, bem como os fundadores da dinastia isaura, e

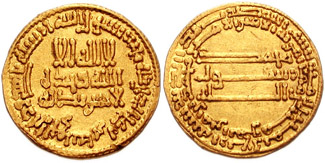
Dinar de Harune Arraxide r.

Lacanodraco foi também um general capaz, ganhando fama por suas campanhas contra os abássidas na fronteira oriental do Império Bizantino. Durante o reinado de Leão IV, o Cazar (r. 775–780), sucessor de Constantino V, parece ter sido o mais proeminente comandante militar, repetidamente liderando expedições compreendendo tropas de vários temas contra os árabes.
A primeira expedição ocorreu em 778 quando, antecipando um raide, liderou um grande exército contra Germanícia. Embora a cidade não tenha caído (Teófanes clama que o comandante árabe subornou-o), o exército bizantino derrotou uma força de socorro, saqueou a região, e tomou muitos cativos, a maioria jacobitas, que foram então realocados na Trácia. Em 780, Lacanodraco emboscou e derrotou uma invasão no Tema Armeníaco, matando Tumama ibne Ualide, irmão do comandante invasor. O historiador árabe Atabari registra que em 781 Lacanodraco forçou outra invasão, sob Abdalcader, retirar-se sem batalha, embora Teófanes atribua o sucesso ao sacelário João. Em 782, contudo, foi derrotado pelo general árabe al-Barmaqi durante uma invasão de larga-escala liderada pelo futuro califa Harune Arraxide (r. 786–809), perdendo cerca de 15000 homens, de acordo com Teófanes. No rescaldo desta derrota, e provavelmente por causa de seu passado iconoclasta, foi aparentemente removido de seu comando pela imperatriz-regente e iconódula Irene de Atenas.
Lacanodraco reaparece em 790, quando o jovem imperador Constantino VI (r. 780–797) conspirou para derrubar a tutela de Irene. O general foi enviado por Constantino para o Tema Armeníaco para garantir a fidelidade de seus soldados. Constantino conseguiu derrubar sua mãe em dezembro de 790; foi provavelmente então que Lacanodraco foi recompensado com o título supremo não-imperial de magistro. De acordo com o registro de Teófanes participou na campanha imperial contra os búlgaros em 792 que levou a uma derrota desastrosa na batalha de Marcela em 20 de julho, quando foi morto. A história de João Escilitzes registra sua morte na Batalha de Versinícias, novamente contra os búlgaros, em 813, mas isto é claramente um erro.